# Gerda Grill
Gerda Sofia Grill, född Lundgren 24 mars 1871, död 4 januari 1932 i Karlstad, var en svensk företagare.

## Biografi
Gerda Grill föddes 1871 och gifte sig 1900 med provinsialläkaren Gustaf Grill, som avled 1910. De fick tillsammans en dotter.
Under många år var Gerda Grill verkställande direktör och föreståndare för Bad- och vattenkuranstalten Värmlands Eda. Badorten hade grundats av hennes make, och var då fortfarande liten och med en osäker ekonomi. Efter Gustaf Grills död tog Gerda Grill över, och ekonomin stärktes. Badorten kom att nå viss berömmelse, bland annat med många stamgäster från Norge, men också på grund av det faktum att ledningen en tid efter att Gerda Grill tog över driften var kvinnor, VD:n, badläkaren – under några år Julia Kinberg – och kamrern.
Mellan 1909 och 1910 var Grill ordförande av lokalföreningen för Landsföreningen för kvinnans politiska rösträtt i Avesta och Krylbo. Under 1910-talet var Gerda Grill ordförande av lokalföreningen för samma organisation i Charlottenberg samt ledamot av landsföreningens centralstyrelse.
Hon avled 1932 och är gravsatt på Norra kyrkogården i Karlstad.